# Hersiliidae
Famille
Les Hersiliidae ou Araignées à queues sont une famille d'araignées aranéomorphes.
Elle a été décrite par Tamerlan Thorell en 1869. Elle rassemble 16 genres d'araignées tropicales et subtropicales.

## Distribution

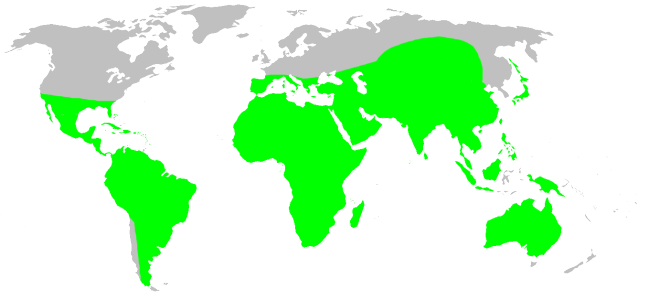
Distribution

Les espèces de cette famille se rencontrent en Asie, en Afrique, en Océanie, en Amérique depuis le Sud des États-Unis et en Europe du Sud.

## Description

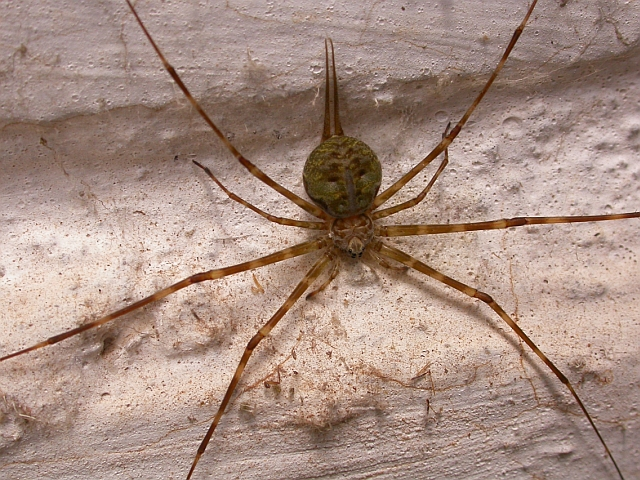
Hersiliidae de Bangalore.

Elles sont caractérisées par deux filières proéminentes presque aussi longue que l'abdomen même et atteignent entre 10 et 18 mm de long.
Plutôt que d'utiliser une toile qui capture directement la proie, elles posent une légère couche de fils sur une zone d'écorce d'arbre et attendent qu'un insecte s'y aventure. Lorsque cela se produit, elles encerclent leurs filières autour de leur proie tout en lui jetant de la soie. Lorsque l'insecte est immobilisé, elles peuvent le piquer à travers le linceul.

## Paléontologie
Cette famille est connue depuis le Crétacé.

## Taxonomie
Cette famille rassemble 183 espèces dans seize genres actuels.

## Liste des genres
Selon World Spider Catalog (version 22.5, 19/08/2021) :
- Bastanius Mirshamsi, Zamani & Marusik, 2016
- Deltshevia Marusik & Fet, 2009
- Duninia Marusik & Fet, 2009
- Hersilia Audouin, 1826
- Hersiliola Thorell, 1870
- Iviraiva Rheims & Brescovit, 2004
- Murricia Simon, 1882
- Neotama Baehr & Baehr, 1993
- Ovtsharenkoia Marusik & Fet, 2009
- Prima Foord, 2008
- Promurricia Baehr & Baehr, 1993
- Tama Simon, 1882
- Tamopsis Baehr & Baehr, 1987
- Tyrotama Foord & Dippenaar-Schoeman, 2005
- Yabisi Rheims & Brescovit, 2004
- Ypypuera Rheims & Brescovit, 2004

Selon World Spider Catalog (version 20.5, 2020) :
- † Burmesiola Wunderlich, 2011
- † Fictotama Petrunkevitch, 1963
- † Gerdia Menge, 1869
- † Gerdiopsis Wunderlich, 2004
- † Gerdiorum Wunderlich 2004
- † Hersiliana Wunderlich, 2004
- † Prototama Petrunkevitch, 1971
- † Spinasilia Wunderlich, 2015

## Publication originale
- Thorell, 1869 : « On European spiders. Part I. Review of the European genera of spiders, preceded by some observations on zoological nomenclature. » Nova Acta Regiae Societatis Scientiarum Upsaliensis, sér. 3, vol. 7, p. 1-108 (texte intégral).